# Bunomys torajae
Bunomys torajae és una espècie de mamífer rosegador de la família dels múrids. És endèmic de l'illa de Sulawesi (Indonèsia). Té una llargada total de 156-210 mm, la cua de 160-170 mm, els peus de 36-39 mm, les orelles de 26-28 mm i un pes de fins a 128 g. El pelatge dorsal és marró fosc, mentre que el ventral és gris-groguenc. El seu nom específic, torajae, significa ‘de Toraja’ en llatí.